# Strophanthus petersianus
Strophanthus petersianus là một loài thực vật có hoa trong họ La bố ma. Loài này được Klotzsch miêu tả khoa học đầu tiên năm 1861.